# Tom McVie
Tom McVie (Trail, 6 giugno 1935 – Vancouver, 20 gennaio 2025) è stato un hockeista su ghiaccio, allenatore di hockey su ghiaccio e dirigente sportivo canadese.

## Carriera

### Giocatore
McVie ha avuto una lunga carriera da giocatore nelle serie minori nordamericane, ed in particolare in Western Hockey League (con Seattle Americans, Seattle Totems, Portland Buckaroos, Los Angeles Blades e Phoenix Roadrunners), in International Hockey League (Toledo Mercurys, Fort Wayne Komets e Dayton Gems), ed in Eastern Hockey League (Johnstown Jets).
Ha vinto per due volte la Western Hockey League, nel 1959 coi Seattle Totems e nel 1964 coi Portland Buckaroos.

### Allenatore

#### In NHL e WHA
Ha allenato i Washington Capitals dal 1975 a metà della stagione 1978-79, quando si è trasferito ai Winnipeg Jets, nella World Hockey Association, vincendola. Ha allenato quest'ultima squadra con Bill Sutherland anche nelle sue prime due stagioni in NHL (1979-80 e 1980-81).
Ha preso il posto di Bill MacMillan sulla panchina dei New Jersey Devils a metà della stagione 1983-84, in cui la squadra è finita in fondo alla classifica, con il punteggio peggiore nella sua storia. McVie è tornato in panchina dei New Jersey Devils una seconda volta nella seconda parte della stagione 1990-1991 e nella successiva stagione 1991-92.
In NHL ha ricoperto poi anche il ruolo di assistant coach dei Boston Bruins dal 1992 al 1995.

#### Nelle altre leghe
La sua carriera di allenatore è iniziata quando ancora giocava: è stato allenatore giocatore dei Fort Wayne Komets, dei Johnstown Jets e dei Dayton Gems, dove era anche general manager.
In Central Hockey League ha allenato gli Oklahoma City Stars nella loro ultima stagione, mentre in American Hockey League ha guidato Maine Mariners (1982-1987, con un'interruzione nel 1984, quando fu chiamato a guidare i NJ Devils), Utica Devils (1987-1992) e Providence Bruins (1997-1998). Il miglior risultato in AHL è la finale raggiunta coi Maine Mariners, ma persa coi Rochester Americans, nel 1982-1983.
Ha inoltre guidato per una stagione una squadra di ECHL, i Wheeling Nailers (1996-1997).

### Dirigente
Ai Dayton Gems dove chiuse la carriera di giocatore, fu sia allenatore che general manager fino alla metà della stagione 1975-1976, quando passò sulla panchina dei Washington Capitals.
Dal 1998 al 2020 è stato scout per i Boston Bruins.

## Palmarès

### Giocatore
- Lester Patrick Cup: 2[2]

Seattle Totems: 1958-1959
Portland Buckaroos: 1964-1965

### Allenatore
- Turner Cup: 1[3]

Dayton Gems: 1975-1976
- Avco World Trophy: 1[3][4]

Winnipeg Jets: 1978-1979

#### Individuale
- Louis A. R. Pieri Memorial Award: 1[3][4]

1988-1989